# Nowy Kębłów
Nowy Kębłów – wieś sołecka w Polsce położona w województwie mazowieckim, w powiecie garwolińskim, w gminie Żelechów.
| SIMC    | Nazwa | Rodzaj    |
| ------- | ----- | --------- |
| 0696912 | Łużki | część wsi |

W latach 1975–1998 miejscowość administracyjnie należała do województwa siedleckiego.